# Pertusa
Pertusa település Spanyolországban, Huesca tartományban. Pertusa Torres de Alcanadre, Salillas, Antillón, Angüés, Barbuñales, Laluenga és Laperdiguera községekkel határos. Lakosainak száma 136 fő (2024).

## Népesség
A település népessége az utóbbi években az alábbiak szerint változott:
| Lakosok száma | 153  | 135  | 124  | 110  | 117  | 121  | 115  | 113  | 129  | 136  |
|               | 2001 | 2004 | 2006 | 2009 | 2011 | 2014 | 2016 | 2019 | 2021 | 2024 |